# HD 212301 b
HD 212301 b是一顆距離地球約172光年或53秒差距的太陽系外行星，位於南極座，母恆星是 HD 212301。該行星的公轉週期2.25日，軌道半長軸0.0341天文單位。
2005年8月22日天文學家 Lo Curto 等人使用位於智利歐洲南方天文台轄下拉西拉天文台的高精度徑向速度行星搜索器發現該行星。

## 外部連結
- . The Extrasolar Planets Encyclopaedia.   [2008-08-29]. （原始内容存档于2012-06-02）.
- . Extrasolar Visions.   [2008-08-29]. （原始内容存档于2011-06-05）.
- . Exoplanets.   [2008-08-29]. （原始内容存档于2008-05-14）.